# Augustín Mĺkvy
Augustín Mĺkvy (15. listopadu 1923 – 5. prosince 2007), někdy také psán jako Mľkvy nebo Mlkvý, byl slovenský a československý politik Komunistické strany Slovenska a poúnorový poslanec Národního shromáždění ČSR.

## Biografie
K roku 1954 se profesně uvádí jako zámečník Chemických závodů Juraja Dimitrova v Bratislavě.
Ve volbách roku 1954 byl zvolen do Národního shromáždění za KSS ve volebním obvodu Bratislava VI. V Národním shromáždění zasedal až do konce jeho funkčního období, tedy do voleb v roce 1960.